# Snakes & Arrows Live
Snakes & Arrows Live – podwójny album koncertowy kanadyjskiej grupy rockowej Rush. Album zawiera zapis koncertów z Rotterdamu w Holandii mających miejsce 16 i 17 października 2007 roku. Wersja DVD oraz Blu-ray koncertu pojawiła się w sprzedaży 24 listopada 2008 roku.

## Lista utworów

### CD 1
1. "Limelight" – 4:47
2. "Digital Man" – 6:56
3. "Entre Nous" – 5:18
4. "Mission" – 5:39
5. "Freewill" – 6:01
6. "The Main Monkey Business" – 6:06
7. "The Larger Bowl" – 4:21
8. "Secret Touch" – 7:45
9. "Circumstances" – 3:46
10. "Between the Wheels" – 6:01
11. "Dreamline" – 5:15
12. "Far Cry" – 5:20
13. "Workin’ Them Angels" – 4:48
14. "Armor and Sword" – 6:57

### CD 2
1. "Spindrift" – 5:46
2. "The Way the Wind Blows" – 6:24
3. "Subdivisions" – 5:43
4. "Natural Science" – 8:34
5. "Witch Hunt" – 4:49
6. "Malignant Narcissism" – "De Slagwerker (Drum Solo)" – 10:41
7. "Hope" – 2:21
8. "Distant Early Warning" – 4:53
9. "The Spirit of Radio" – 5:03
10. "Tom Sawyer" – 5:48
11. "One Little Victory" – 5:26
12. "A Passage to Bangkok" – 3:57
13. "YYZ" – 5:17

## Twórcy
- Geddy Lee – gitara basowa, śpiew, syntezator
- Alex Lifeson – gitara
- Neil Peart – perkusja, instrumenty perkusyjne